# Slavonské království
Slavonské království (chorvatsky Kraljevina Slavonija, latinsky Regnum Sclavoniae, maďarsky Szlavón Királyság, německy Königreich Slawonien) bylo jedno z království na území Habsburské monarchie, které existovalo v letech 1699-1868. Království se nacházelo na území dnešního regionu Slavonie (dnešní Chorvatsko) a Srem (Chorvatsko, Srbsko). Jižní část území byla součástí Slavonské vojenské hranice, která oddělovala Habsburskou monarchii od Osmanské říše.

## Geografie
Království Slavonie hraničilo na západě s Chorvatským královstvím, na severu a východě s Uherským královstvím, a na jihu s Osmanskou říší. Spolu se Slavonskou vojenskou hranicí zaujímalo území okolo 10 621 km². Království se dělilo na tři župy - Požega, Virovitica a Srem. Kromě řetězu hor v polovině země se v království nacházely roviny a úrodné oblasti osázené vinnou révou a ovocnými stromy.

## Historie

Vlajka 1852–1860

Království Slavonie vzniklo z území, které Habsburská monarchie získala od Osmanské říše na základě Karlovického míru, uzavřeného v roce 1699, který ukončil Velkou tureckou válku. Zpočátku to byla samostatná habsburská země pod společnou civilně-vojenskou správou, která trvala od roku 1699 do roku 1745. Obyvatelé byli osvobozeni od daní, ale byli nabíráni do vojenské služby. V roce 1745 byla zavedena plná civilní správa. Království Slavonie a Chorvatské království oficiálně připadli Uherské koruně. V roce 1868 po Chorvatsko-uherském vyrovnání se ze Slavonie a Chorvatska stalo Království Chorvatsko-Slavonské, která, i když byla pod suverenitou koruny svatého Štěpána, si zachovalo významnou úroveň samosprávy.

## Obyvatelstvo
Po Velké turecké válce opustilo toto území okolo 80 % původního obyvatelstva. Aby se zlepšila její demografie, lidé, kteří uprchli ze Slavonie a jejichž majetek zabrali Osmané, se mohli vrátit do svých zemí, pokud měli platné doklady o vlastnictví. Do Slavonie také začali migrovat Bosňané, kteří nesouhlasili s osmanskou nadvládou. V roce 1691 se do Slavonie přesunulo okolo 22 tisíc katolíků z bosenského Posáví. V roce 1696 žilo ve Slavonii 40 tisíc obyvatel. V roce 1698 vzrostl počet obyvatel na 80 tisíc.
V roce 1802 podle rakouských záznamů obývalo Slavonského království na 148 000 katolíků (51,6 %), 135 000 pravoslavných (47,2 %) a 3 500 protestantů (1,2 %)

## Ekonomika
Království Slavonie bylo především agrikulturní zemí, stejně jako Chorvatské království, a bylo známé svou produkcí hedvábí. Zemědělství a chov dobytka byly nejvýnosnějšími zaměstnáními obyvatel. Produkovalo také obilniny všech druhů, konopí, len, tabák a velké množství lékořice. Mimo jiné se zde produkovalo víno, především v oblasti Sremu.